# Ludwik Turowski
Ludwik Turowski (* 27. Juli 1901 in Warschau; † 14. September 1973 ebenda) war ein polnischer Radrennfahrer und nationaler Meister im Radsport.

## Sportliche Laufbahn
Turowski war Teilnehmer der Olympischen Sommerspiele 1928 in Amsterdam. Dort wurde er im Tandemrennen mit seinem Partner Stanisław Podgórski als 5. klassiert. Im selben Jahr gewann er die polnische Meisterschaft im Sprint.